# Myennes
Myennes ist eine französische Gemeinde mit 536 Einwohnern (Stand: 1. Januar 2022) im  Département Nièvre in der Region Bourgogne-Franche-Comté. Sie gehört zum Arrondissement Cosne-Cours-sur-Loire und zum Kanton Cosne-Cours-sur-Loire (bis 2015: Kanton Cosne-Cours-sur-Loire-Nord). Sie ist Mitglied des Gemeindeverbands Communauté de communes Cœur de Loire. Die Bewohner werden Myennois und Myennoises genannt.

## Geographie
Myennes liegt etwa 61 Kilometer südwestlich von Auxerre an der Loire, die auch die westliche Gemeindegrenze bildet. Umgeben wird Myennes von den Nachbargemeinden La Celle-sur-Loire im Norden, Cosne-Cours-sur-Loire im Süden und Osten sowie Boulleret im Westen. 
Durch die Gemeinde führen die Autoroute A77 und die frühere Route nationale 7 (heutige D907).

## Bevölkerungsentwicklung
| Jahr                       | 1962 | 1968 | 1975 | 1982 | 1990 | 1999 | 2006 | 2013 | 2020 |
| -------------------------- | ---- | ---- | ---- | ---- | ---- | ---- | ---- | ---- | ---- |
| Einwohner                  | 588  | 574  | 582  | 578  | 536  | 557  | 582  | 561  | 524  |
| Quellen: Cassini und INSEE |      |      |      |      |      |      |      |      |      |

## Sehenswürdigkeiten
- Zisterzienserkloster Notre-Dame-des-Roches, 1137 gegründet, 1567 aufgelöst
- Kirche Saint-Martin aus dem 12. Jahrhundert
- Kapelle aus dem 16. Jahrhundert
- Schloss Myennes aus dem 17. Jahrhundert

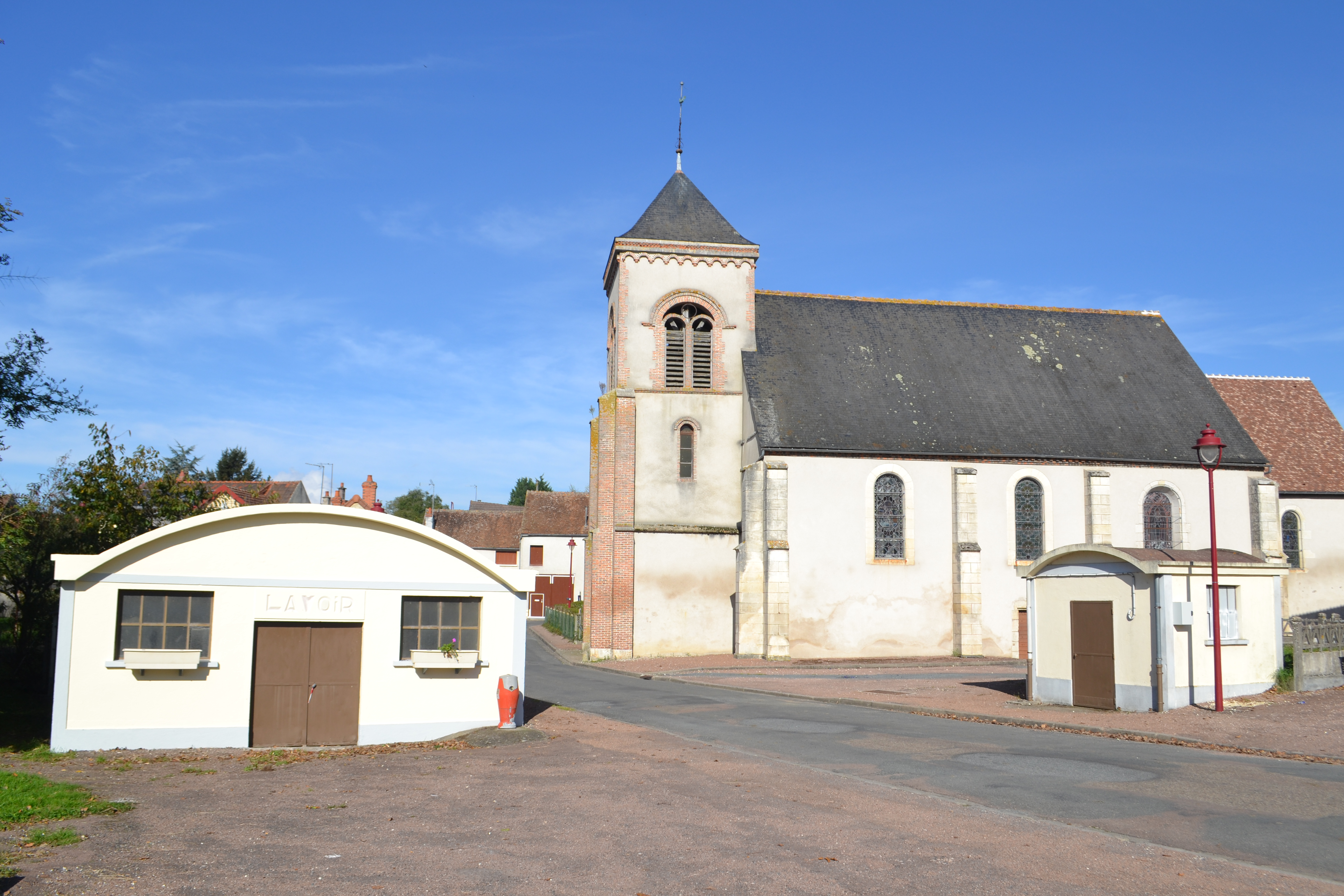
Kirche Saint-Martin
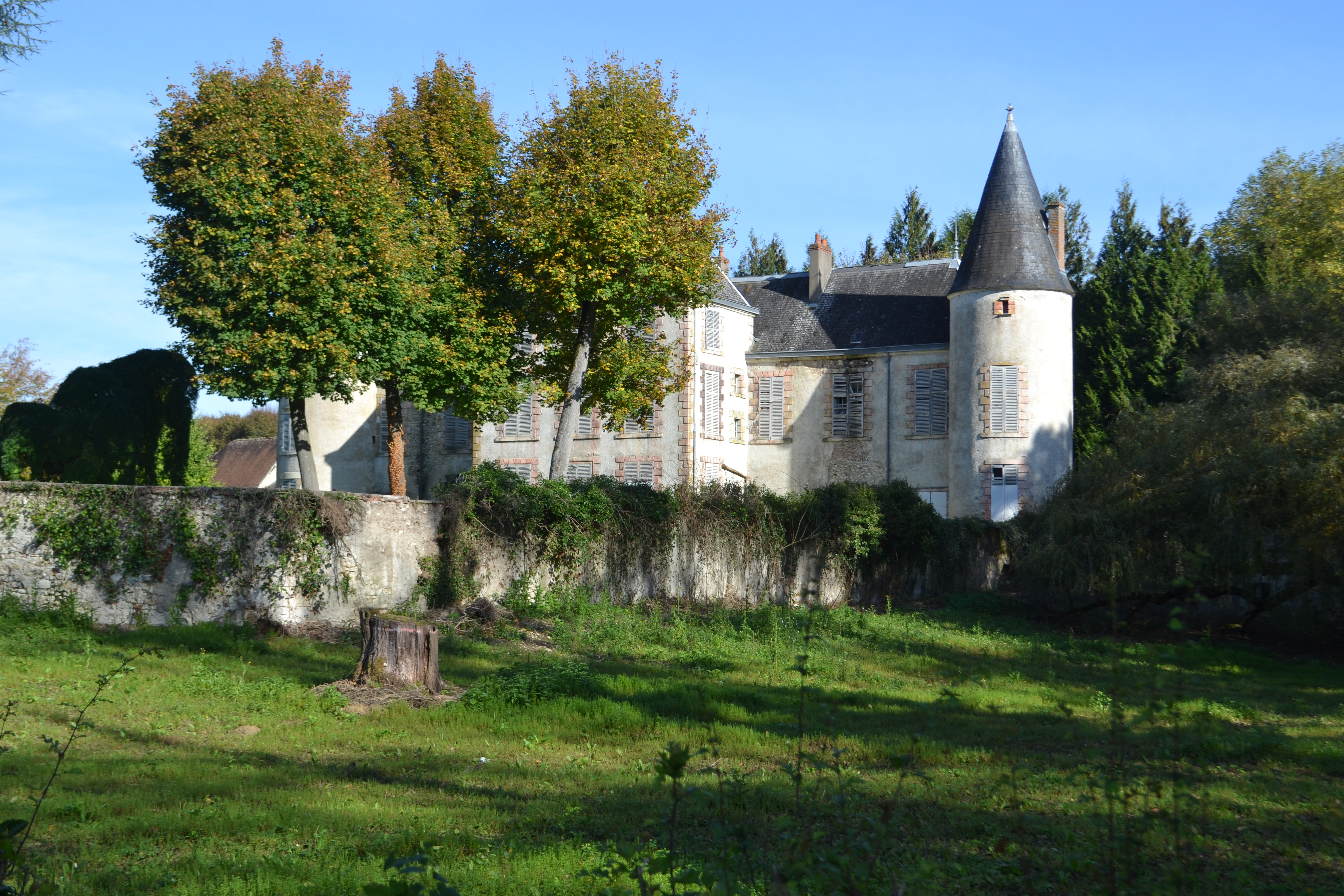
Schloss Myennes